# Auckland (vulkanické pole)

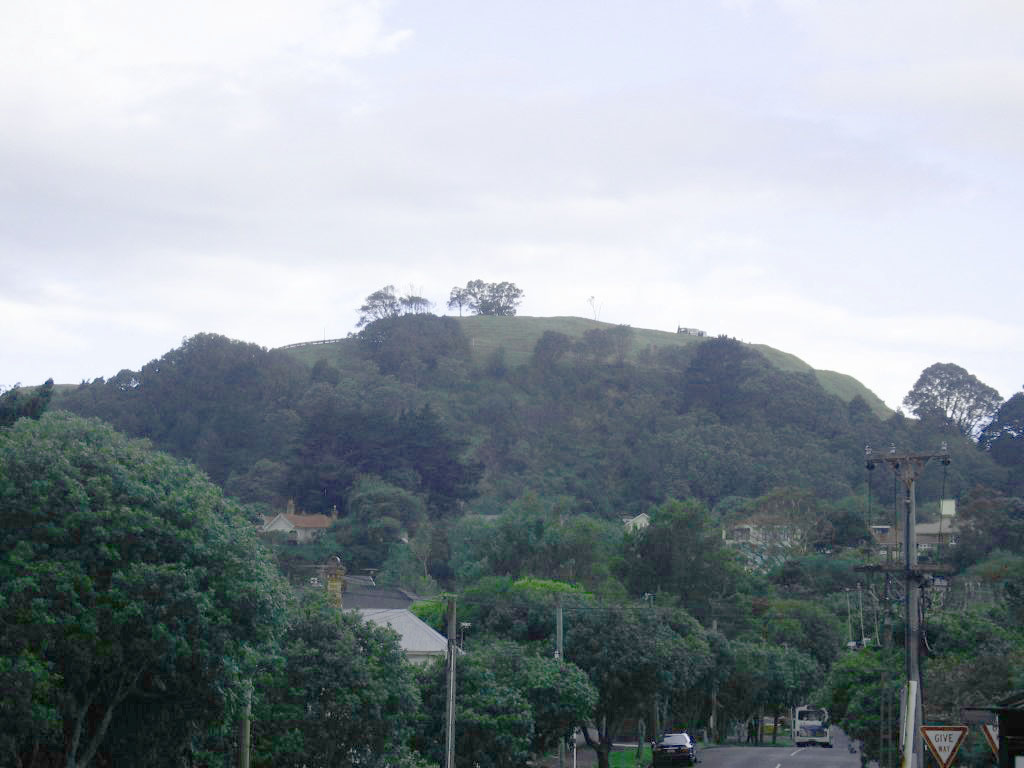
Mount Eden, jeden ze struskových kuželů vulkanického pole Auckland

Auckland je neaktivní vulkanické pole, rozkládající se na ploše přes 140 km² v okolí největšího novozélandského města Auckland. Pole je tvořeno více než padesáti vulkanickými centry (struskovými kužely a maary), má eliptický tvar (největší šířka je 29 km) a jeho věk je datován na pozdní pleistocén. V horninovém složení převládají alkalické bazalty až bazanity. Během poslední erupce vznik ostrov Rangitoto.